# Михаел II фон Зайнсхайм
Михаел II фон Зайнсхайм (на немски: Michael II. Freiherr von Seinsheim; † 10 септември 1499) е господар на Зайнсхайм и фрайхер на Шварценберг, господар на Стефансберг.

## Произход и смърт
Той е син на фрайхер Михаел I фон Зайнсхайм-Шварценберг († 19 март 1469) и първата му съпруга Гертруд фон Кронберг († 29 май 1438), дъщеря на Йохан III фон Кронберг († 1425/1426) и Лорхе фон Кронберг († сл. 1419). Внук е на Еркингер I фон Шварценберг (първо Еркингер фон Зайнсхайм) († 1437), станал фрайхер на 10 август 1429 г.
Баща му се жени втори път за Урсула Франкенгрюнер († ок. 1484). По-голям полубрат е на Михаел II фон Шварценберг († 10 септември 1489), фрайхер на Шварценберг и господар на Хурблах.
Михаел II фон Зайнсхайм умира на 10 септември 1499 г. и е погребан в манастир в Астхайм (днес част от Фолках) в Бавария, създаден през 1409 г. от фамилията на господарите фон Зайнсхайм.

## Фамилия
Михаел II фон Зайнсхайм се жени за Маргарета фон Хутен († 24 ноември 1503, погребана в Астхайм), дъщеря на Лудвиг фон Хутен и Сузана фон Бикенбах. Те имат децата:
- Еркингер II фон Зайнсхайм († 1510/1518), господар на Зайнсхайм и фрайхер на Шварценберг (1499 – 1510), женен 1485 г. за Аполония фон Марк († 1540)
- Зигмунд II фон Шварценберг († 5 септември 1529), женен 1489 г. за Анна фон Фюрстенберг (* 13 май 1467; † 21 януари 1522)
- Ева († млада)
- Маргарета († сл. 1506), омъжена за Еберхард фон Бранденщайн († пр. 1508)